# 自由紀念碑 (魯塞)

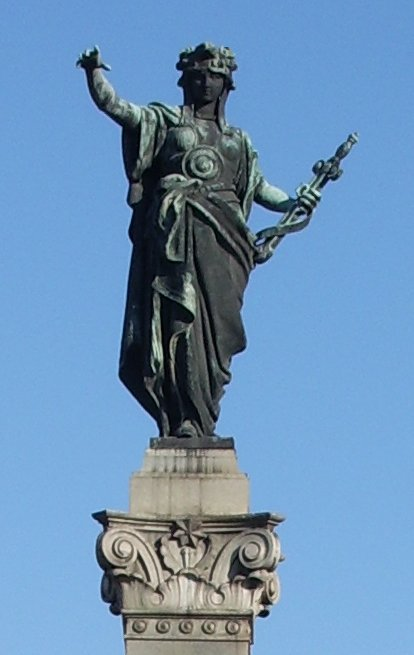
自由紀念碑

自由紀念碑是保加利亞城市魯塞的一座紀念碑，修建於20世紀初期，由義大利雕塑家Arnoldo Zocchi設計。這座紀念碑是魯塞的地標之一。紀念碑的修建過程中獲得了當地企業家的資助支持。